# Sentro di Bario Nort'i Salina
Sentro di Bario Nort'i Salina – stadion piłkarski w mieście Kralendijk, w dzielnicy Noord Saliña, na wyspie Bonaire, w Holandii Karaibskiej. Swoje mecze rozgrywa na nim drużyna piłkarska SV Estrellas.